# Hermann Kövess von Kövessháza
Hermann Kövess von Kövessháza (n. 30 martie 1854, Timișoara – d. 22 septembrie 1924, Viena) a fost un militar austro-ungar, feldmareșal, născut în Banat într-o familie maghiaro-germană. În 1914 urma să se pensioneze, dar izbucnirea Primului război mondial l-a făcut să rămână în posturi de comandă, în 1918 fiind ultimul comandant suprem al Armatei Comune austro-ungare.

## Familia
Hermann Kövess a fost fiul lui Albin Kövess, căpitan de origine maghiară, (care, ulterior, a avansat până la gradul de general maior în Armata Comună), originar din regiunea Zala din sud-vestul Ungariei. Mama sa, Johanna Regina Sterzing, era germană, fiica unei familii de farmaciști sași din Făgăraș. Tatăl a fost înnobilat în anul 1873 și atunci, a adăugat la numele familiei titlul de baron „von Kövessháza”.
Din anul 1892, Hermann Kövess von Kövessháza a fost căsătorit cu baroneasa Eugenie Hye von Glunek, fiica, din a doua căsătorie, a renumitului jurist și fost ministru austriac al justiției și al învățământului, dr. Anton Josef Hye von Glunek (1807-1894). Cuplul a avut trei fii, care și ei au ales cariera militară: Adalbert, care a căzut în luptă în 1914, Géza și Jenő (Eugen), care au fost ofițeri de artilerie.

## Anii de tinerețe
Hermann Kövess a urmat mai întâi o școală de cadeți la Hainburg, apoi Academia militară de geniu de la Klosterbruck, lângă Znaim, astăzi Znojmo în Moravia de sud, și după aceea, la secția de geniu a Academiei tehnico-militare din Viena. Fiind un elev bun, după cursurile așa numitei Școli de război - "Kriegschule", (1876-1878), a fost promovat destul de repede, în anul 1879 la gradul de căpitan. În cursul studiilor s-a împrietenit cu viitorii generali Ernst von Leithner și Oskar Potiorek.
Din 1880 fiind căpitan la Sarajevo, în 1882, la puțină vreme după ocuparea Bosniei și Herțegovinei, a comandat prima sa operație militară în reprimarea unei răscoale a locuitorilor musulmani și a unor pravoslavnici din Herțegovina, care, pe baza unor zvonuri, refuzaseră să fie înrolați potrivit noilor legi în Armata Comună austro-ungară. Hermann Kövess a fost decorat în 1890 de împăratul Franz Josef I cu Medalia de Merit Militar (Signum laudis) (de bronz) "cu panglică de război". În 1882 a obținut și Crucea Cavalerilor a Ordinului Coroanei italiene, (ulterior va fi decorat și de Marele Ducat de Baden, iar în anul 1900 chiar și cu Ordinul Crucii Takovo clasa a doua din partea Serbiei, care era condusă pe atunci de dinastia Obrenović).
După participarea la acțiunile militare din 1882, Kövess a lucrat în biroul de operațiuni al Statului Major k.u.k. din Viena și a luat parte la misiuni de recunoaștere în Galiția de est și pe teritoriul Rusiei. Apoi, a fost comandant de companie în regimentul de infanterie nr. 38 al Armatei Comune din Kecskemét, compus majoritar din maghiari. Între noiembrie 1886 și noiembrie 1888 a fost ofițer în cadrul comandamentului Corpului de armată I de la Cracovia, compus în părți aproximativ egale din soldați de limbă poloneză, germană și cehă. În urma eșecului în anul 1888 la examenul pentru ofițeri de stat major, a ajuns în 1889 ofițer la comandamentul regimentului de infanterie nr. 56 din Wadowice (88 % polonezi – 12 % alții). A urcat rapid în ierarhia ofițerească - de la 1 mai 1892 a fost maior al regimentului de infanterie nr. 26 din Esztergom (53 % maghiari – 38 % slovaci – 9 % alții);  în noiembrie 1894 a ajuns la doar 40 de ani locotenent-colonel al regimentului de infanterie nr. 72 din Bratislava (20 % germani – 28 % maghiari – 51 % slovaci – 1 % alții); în 1895 a fost comandantul unui batalion detașat la Castelnuovo; de la 1 noiembrie 1896 Kövess a fost colonel al regimentului de infanterie nr. 52 din Pécs (38 % germani – 52 % maghiari – 10 % alții).
S-a numărat printre cei mai tineri colonei din Armata Comună la vremea sa și a ieșit în evidență ca unul din cei mai însemnați ofițeri de religie protestantă într-o instituție, în general, dominată de catolici.

## General protestant între catolici

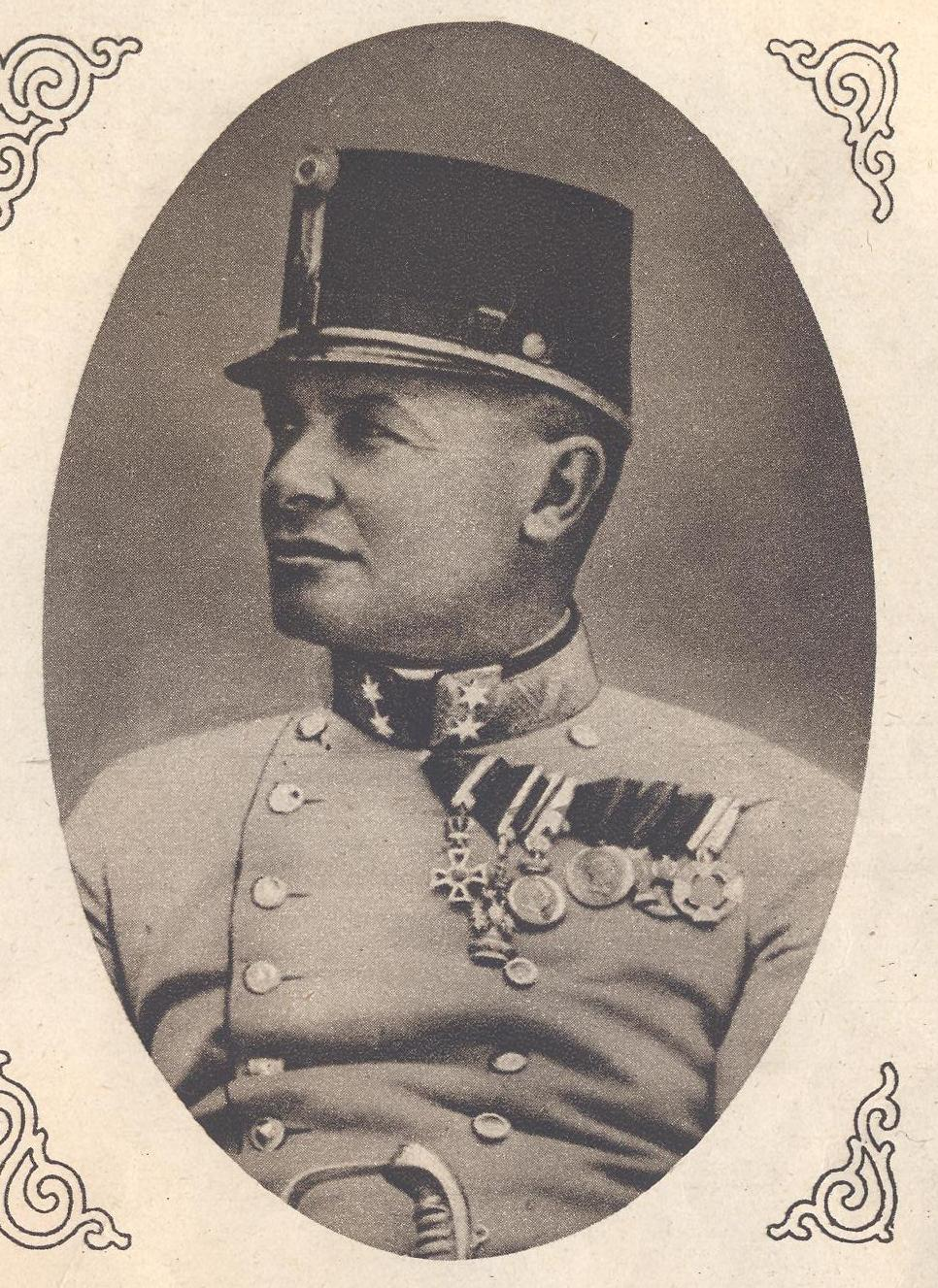
Hermann Kövess von Kövessháza, 1915

Din martie 1898 până în octombrie 1902, Kövess a fost comandantul regimentului de infanterie 23 din Budapesta (compus aproape exclusiv din maghiari). În octombrie 1902 a preluat conducerea brigadei de infanterie nr. 15 a diviziei nr. 8 din Innsbruck (al cărei cartier general se găsea însă la Bolzano) aflate sub conducerea lui Franz Conrad von Hötzendorf, iar în noiembrie a fost promovat ca general-maior. În noiembrie 1906 a preluat el însuși comanda diviziei k.u.k. nr. 8, iar în mai 1907 a fost ridicat la rangul de Feldmarschalleutnant (general de divizie). Un an mai târziu a fost decorat cu Crucea de Cavaler a Ordinului Leopold (1908). Din aprilie 1910 a fost inspector al fortificațiilor din Tirolul de Sud.
Între iunie 1911 Kövess a devenit comandant al Corpului al 12 -lea al Armatei Comune, staționat la Sibiu, unde el mai servise în cavalerie în tinerețe, post în care a rămas până în 1914. La 1 noiembrie 1911 a fost înaintat la gradul de general de infanterie. În calitate de comandant al Corpului al 12 -lea a avut necazuri în urma unui incident din anul 1912, în care 400 germani catolici din oraș, revoltați împotriva capului bisericii romano-catolice din Sibiu, prințul Egon von Hohenlohe, au hotărât să se convertească la luteranism. Prințul Egon von Hohenlohe s-a plâns la curtea imperială, învinuindu-l pe Kövess că nu ar fi încercat să împiedice aceste fapte. Rivali ai lui Kövess au căutat, după câte se pare, să profite de aceste învinuiri fără temei, pentru a-l înlătura de la comandă și a grăbi scoaterea sa la pensie. Până la urmă, probabil, datorită stimei de care se bucura din partea împăratului Franz Josef, Kövess a rămas în post dar decorarea sa cu Ordinul Coroanei de Fier de clasa I a suferit o anumită întârziere până la data de 7 martie 1914. După ce a fost numit feldmareșal în 1917, a fost decorat cu Ordinul Maria Terezia în grad de Comandor.
A murit la Viena, la vârsta de 70 ani, în urma unui accident vascular cerebral.

## Legături externe
- site consacrat armatei austro-ungare pe internet

articol despre feldmareșalii austro-ungari, având drept surse:
două articole ale lui Nikolaus von Preradovich în „Deutsche Soldatenjahrbuch” 1998 și 1999,
articolul „Der Militär Maria -Theresien- Orden 1914-1918" de generalul Karl Freiherr von Bardolff, și articolul „Schematismus der Generale und Obersten de K.u.K Armee, Stand 31 Dezember 1918”
- site ceh consacrat primului război mondial
- site al organizației Crucea Neagră Austriacă ÖSK, al cărei scop declarat este îngrijirea mormintelor și necropolelor civililor și militarilor pieriți în războaie -2/2009 p.13, articol de Col.Prof.Erwin Fitz despre Kövess von Kövessháza